# Žďárec (vár)
Žďárec vára a Libochůvka folyócska jobb partján, Žďárec községtől délnyugatra, Rojetín község kataszterében állt. Tipológiailag a vár és az erődített ház közé sorolható.

## Története
Az első írásos említése, és egyben az utolsó is, 1365-ből származik. Az objektum neve nem maradt fenn. A betáblázási könyvekbe való bejegyzéskor szolgált topográfiai pontként az uradalmak határainak kijelölésénél. Ebben az időszakban már valószínűleg elhagyott volt, mert 1358-ban megtörtént Žďárec hozzácsatolása Víckovhoz. A régészeti kutatás a vár létezését a 13. század második fele és a 14. század első fele közé tette.

## Leírás
Északról és nyugatról az objektumot meredek lejtői védték a hegyfoknak, amin állt. Keletről, ahol a lejtő már enyhébb, kettős bástya egészítette ki, várárokkal. A hozzá vezető út déli volt, ahol az utat árok zárta el. Maga a vár területe trapéz alakú volt, miközben északra keskenyedik. Keleten a falazat maradványai legalább részben kőből készült várfalra utalnak. Az épületek alakjai nem meghatározhatók, csak nyugaton maradt fenn egy 6,5 méter széles üreg, talán egy téglalap alakú épület maradványa, azonban egy befejezetlen várárok is lehetett.

## Külső hivatkozások
- a vár a castles.cz-n Archiválva 2012. január 24-i dátummal a Wayback Machine-ben

## Fordítás
Ez a szócikk részben vagy egészben  a(z)   Žďárec (hrad) című cseh Wikipédia-szócikk ezen változatának fordításán alapul.  Az eredeti cikk szerkesztőit annak laptörténete sorolja fel. Ez a jelzés csupán a megfogalmazás eredetét és a szerzői jogokat jelzi, nem szolgál a cikkben szereplő információk forrásmegjelöléseként.